# Oktett (Musik)
Ein Oktett (von lateinisch octo: „acht“) ist in der Musik eine Gruppe von acht Ausführenden oder eine Komposition für eine solche Gruppe. Der Werktitel Oktett entwickelte sich erst im 19. Jahrhundert.
Grundsätzlich sind Oktette für jede beliebige Besetzung aus acht Musikern vorstellbar. Dennoch wurden einige Besetzungen häufiger verwendet und bildeten ihre eigene Tradition.

## Homogene Besetzungen

### Acht Streicher
Obwohl eine große Musikergruppe durch den Einsatz eines tiefen Bassinstruments klanglich gewinnt, hat sich für eine reine Streicherbesetzung der Einsatz von zwei Streichquartetten (also vier Violinen, zwei Violen und zwei Violoncelli) durchgesetzt, da diese Kombination am leichtesten verfügbar ist. So haben folgende Komponisten Streichoktette in der genannten Besetzung geschrieben: Felix Mendelssohn Bartholdy (Es-Dur op. 20), Woldemar Bargiel (c-Moll op. 15a), Joachim Raff (C-Dur op. 176), Max Bruch (1920), George Enescu (C-Dur op. 7), Niels Gade (op. 17), Johan Svendsen (op. 3), Reinhold Moritzewitsch Glière (op. 5) und Dmitri Schostakowitsch (op. 11).

### Doppelquartett
Das Doppelquartett ist eine Sonderform des Oktetts, in dem die doppelchörige Gegenüberstellung zweier gleichbesetzter Quartette kompositorisch gestaltet wird. Ludwig Spohr schrieb vier derartige Werke für zwei Streichquartette (in d-Moll op. 65, Es-Dur op. 77, e-Moll op. 87, g-Moll op. 136); er sah hier „die Aufgabe […], zwei Quartetten nebeneinander sitzend ein Musikstück ausführen zu lassen, dabei aber die beiden Quartetten nach Art von Doppelchören häufig abwechseln und konzertieren zu lassen und das achtstimmige nur für die Hauptstellen der Komposition aufzusparen.“. Er folgte hier einer Anregung Andreas Rombergs, dessen Doppelquartett unvollendet geblieben ist.

### Acht Bläser
Bereits Joseph Haydn, Wolfgang Amadeus Mozart und Ludwig van Beethoven schrieben Werke für achtstimmige Bläserbesetzung, die aber als sogenannte Harmoniemusik mehr der Gattung Divertimento oder Serenade zuzuordnen sind und von ihnen daher nicht als „Oktette“ bezeichnet wurden. Aus alter Orchestertradition sind hier die Instrumente meist doppelt besetzt (etwa je zwei Oboen, Klarinetten, Hörner und Fagotte); eine doppelchörige Behandlung der Instrumente (wie im Doppelquartett) ist sehr selten.
In einer ähnlichen Besetzung schrieb Igor Strawinski 1923 sein Octet für Flöte, Klarinette, zwei Fagotte, zwei Trompeten und zwei Posaunen.

### Gleiche Instrumente
Die Möglichkeit, einen vierstimmigen Satz zu schreiben und in jeder Stimme doppelt zu besetzen, ihn aber nach Belieben weiter aufzuteilen, hat zu einer gewissen Vorliebe der Achtzahl der Musiker immer dann geführt, wenn für eine größere Gruppe gleicher Instrumente geschrieben werden soll. So sind im 20. und 21. Jahrhundert Werke für acht Celli, acht Hörner, acht Fagotte und acht Kontrabässe sowie entsprechend besetzte Ensembles entstanden.

## Gemischte Besetzungen
Viele Werke für acht Musiker setzen eine Streicher- und eine Bläsergruppe zusammen und fügen oft noch ein polyphon spielbares Instrument wie Klavier, Harfe oder Schlagzeug hinzu, um so drei verschiedene Klangfarben mehrstimmig gegeneinander führen zu können. Zwei derartige Besetzungen haben sich als besonders einflussreich erwiesen:

### Schubert-Besetzung
Das wohl bedeutendste klassische Werk einer mit acht Musikern besetzten Kammermusik ist das 1824 entstandene Oktett F-Dur op. 166 von Franz Schubert für zwei Violinen, Viola, Violoncello, Kontrabass, Klarinette, Horn und Fagott. Zusammen mit dem sehr ähnlich besetzten Septett von Ludwig van Beethoven bildet es eine eigene Traditionslinie in der Besetzung; offenbar bietet diese instrumentale Zusammenstellung besonders reiche Möglichkeiten, da sie in idealer Weise das Grundklangbild des klassischen Orchesters mit der kammermusikalischen Streichquartetttradition zusammenzwingt.
Immer wieder haben Komponisten Werke in dieser oder leicht abgewandelter Besetzung geschrieben, darunter schon 1813 Louis Spohr ein Oktett E-Dur op. 32 für Klarinette, zwei Hörner, Violine, zwei Violen, Violoncello und Kontrabass, 1816 Ferdinand Ries (Oktett f-Moll Opus 128, mit Klavier statt der 2. Violine), 1958 Paul Hindemith (Oktett, mit zwei Bratschen statt zwei Violinen), 1969 Iannis Xenakis (Anaktoria), 1976 Hermann Haller (Oktett für Oboe, Klarinette, Fagott, Streichquartett und Klavier) und 1977 Michael Denhoff (O Orpheus singt).

### „Octandre“-Besetzung
1923 schrieb Edgar Varèse mit Octandre eine Komposition, die alle Instrumente nur einfach besetzt: Flöte, Klarinette, Oboe, Fagott, Horn, Trompete, Posaune und Kontrabass. Im Klangbild fällt nicht störend auf, dass der Kontrabass kein Blasinstrument ist; auch aus diesem Ansatz hat sich eine eigene Besetzungstradition gebildet. Als Beispiel können Epei von Iannis Xenakis (allerdings nur für sechs Musiker) und Eight von John Cage (1991) (mit Tuba statt des Kontrabasses) gelten.
Viele großbesetzte Kammermusikwerke der Neuen Musik sind für eine Besetzung aus sieben Solobläsern und Streichquintett geschrieben (manchmal mit hinzugefügtem Klavier oder Schlagzeug); derartige Besetzungen können als Synthese des Octandre-Typs und des Schubert-Typs angesehen werden.

## Jazz
Selbstverständlich existieren auch außerhalb der klassischen und Neuen Musik Ensembles mit achtköpfiger Besetzung. Doch alleine im Jazz scheint die Besetzung so wichtig, dass sich Gruppen typischerweise nach der Zahl ihrer Mitglieder benennen. Eine achtköpfige Band darf schon als ungewöhnlich groß gelten, so dass diese schon aus ökonomischen Gründen eher temporäre Erscheinungen blieben (Beispiele gibt es bei George Coleman, David Murray, Slide Hampton, Dave Pell, Gerry Mulligan, Tubby Hayes und anderen).
In seinen Aufnahmen Free Jazz: A Collective Improvisation von 1960 setzte Ornette Coleman eine doppelte Rhythmusgruppe ein und bezeichnete daher seine Besetzung als „Doppelquartett“ (zwei Quartette aus Trompete, Rohrblattinstrument, Bass und Schlagzeug). Die beiden Quartette sind im Stereopanorama getrennt, werden sonst aber nicht in irgendeiner Form einander gegenübergestellt.

## Chormusik
Achtstimmige Vokalmusik findet sich bei einigen professionellen Ensembles, beispielsweise bei den Swingle Singers oder dem University of California Men’s Octet. Da es jedoch verhältnismäßig wenig achtstimmige Vokalmusik gibt, singen auch Gruppen von acht Sängern meist nur vierstimmig; oft bezeichnen sich daher achtköpfige – und manchmal auch weit größere – Gesangsensembles als „Doppelquartett“. Somit hat hier die Bezeichnung grundsätzlich eine andere Bedeutung als in der Instrumentalmusik.